# EIA-485
EIA-485は、2線式、半二重、マルチポイントシリアル接続を特徴とする、OSI参照モデルでいう所の物理層の電気的仕様である。規格案段階（recommended-Standards）のRS-485ないしRS485の電子工業会規格（EIA規格）となったものである。

## 概要
この規格は差動信号を採用している。2線間電圧の違いによってどんなデータを伝送するかを表現する。電圧の一方が「1」レベルであれば、もう一方は「0」レベルを示す。正しい信号であると認識されるには、少なくとも電圧の差は0.2 V以上ないといけない。受信側は+12 Vから-7 Vまでの電圧であれば正しいものと認識する。
EIA-485はドライバとレシーバの電気的特性のみを定めたものである。データプロトコルについては規定も推奨もしていない。EIA-485を使えば安価なローカルエリアネットワークやマルチドロップ通信網を構築できる。この規格は高速データ通信速度をうたっている（10 mまでは35 Mbit/s、1,200 mでは100 kbit/s）。EIA-485は（EIA-422のように）ツイストペアケーブルを用いた平衡型伝送路を採用しているため、比較的遠距離（4,000フィートないし1,200 m以上）まで伸ばすことが可能である。
EIA-422はスイッチオフにできない一つのドライバ回路を持っていたが、それに対してEIA-485は、送信モードにするには、ドライバに信号を一々アサートする必要がある。このことにより、EIA-485はたった2線のみで線形トポロジーを構築することができる。
推奨される網構成は、節（ノード）をポイント・ツー・ポイントで順に接続していくやり方で、線形及びバス形がある。星形やリング形、複数のネットワークをつなぐやり方ではない。理想的には、二つのケーブルの両端が2線をまたいだ抵抗で終端され、ラインがドライブされていない時には、2つの電圧のかかっている抵抗で両線が分離されることである。終端抵抗なしでは、高速なドライバのデータ信号のエッジが反射することで、複数のデータ信号のエッジが発生し、それがデータ信号の衝突を引き起こす。終端抵抗はまた、ラインにバイアス抵抗が必要になるがそのより低いインピーダンスのために、電気雑音に対する感度を減らす。それぞれの終端抵抗の値は、ケーブルインピーダンスの値と同じにしなければならない（通常ツイストペアでは120Ω）。バイアス抵抗なしだと、すべてのノードが黙っているないしは電源がオフのときは、信号は0に落ちてしまい、電気雑音をもっとも拾いやすくなる。星形またはリング形トポロジが推奨されないのは、信号反射及び終端インピーダンスが低すぎたり高すぎたりするためである。
EIA-485はEIA-422のように4線を使って全二重が実現できるが、EIA-485はマルチポイント接続を仕様としているので、多くの場合この機能は必要ない。EIA-485とEIA-422はこの制限つきで互換性がある。

## 歴史
もともとは、アップルのマッキントッシュのフォーンネットとして開発されたネットワーク物理層の一実装形態である。マッキントッシュのシリアルポートはRS-422だったが、アダプタを介することによってRS-485によるネットワークを構築する事が出来た。また、ARCnetも物理層としてこのRS-485を使用する事が多かった。

## EIA-485の使用例
- 例えば、SCSI-2とSCSI-3の物理層の実装として、これを採用することを規定している。
- EIA-485は、商業航空機の客席で低速データ通信のための共通UARTとしてしばしば用いられる。例えば、いくつかの航空機の制御ユニットはこれを使用している。EIA-485は最小限の配線しか必要としないので、複数のシート間で配線を共有できる。それゆえに全体重量を減らすことができる。
- EIA-485はまた独自のデータ通信を行うためにプログラマブルロジックコントローラ内で時々使われ、工場のフロアに敷設されている（Modbus、Profibusなど）。EIA-485が差動伝送のため、モーターや溶接機からの電磁気的影響に強い。
- EIA-485は、専用のソフトウェアを走らせた普通のPCからハイエンドのサウンド処理設備を遠隔操作するために、音楽イベントやシアター製品で見られるような大規模サウンドシステムで使われている。
- EIA-485はまた、リモートデバイスをつなげるために単純なバス配線と長いケーブル長が必要なビルオートメーションで使われている。
- EIA-485はDMX512-Aとして知られているシアターやディスコの照明の制御にも使われている。

この規格は今はTIA-485-A,、「Electrical Characteristics of Generators and Receivers for Use in Balanced Digital Multipoint Systems (ANSI/TIA/EIA-485-A-98) (R2003)」という表題でTIAによって管理されている。この規格は2003年に技術的に変わらずに再確定されている。

## コネクタ
EIA-485はコネクタを規定していない。次の表にいくつかよく使われるRS-485の信号ピン配置を示す。なお、RS-232およびその他一般的なシリアルも比較のため併記する。
| RS-485 signal             | RS-232 signal             | DB-25 | DB-9 | RJ-50 |
| ------------------------- | ------------------------- | ----- | ---- | ----- |
| Common Ground             | Carrier Detect (DCD)      | 8     | 1    | 10    |
| Clear To Send + (CTS+)    | Received Data (RD)        | 3     | 2    | 9     |
| Ready To Send + (RTS+)    | Transmitted Data (TD)     | 2     | 3    | 8     |
| Received Data + (RxD+)    | Data Terminal Ready (DTR) | 20    | 4    | 7     |
| Received Data - (RxD-)    | Common Ground             | 7     | 5    | 6     |
| Clear To Send - (CTS-)    | Data Set Ready (DSR)      | 6     | 6    | 5     |
| Ready To Send - (RTS-)    | Request To Send (RTS)     | 4     | 7    | 4     |
| Transmitted Data + (TxD+) | Clear To Send (CTS)       | 5     | 8    | 3     |
| Transmitted Data - (TxD-) | Ring Indicator (RI)       | 22    | 9    | 2     |

| pin # | RS-485 | RS-485               | RS-485 | (RS-232D EIA/TIA-561) | RS-232 signal | RJ-45       | RJ-45       |
| pin # | ISDN   | signal (T1/E1 Telco) | ?      | (RS-232D EIA/TIA-561) | RS-232 signal | Full Duplex | Half Duplex |
| ----- | ------ | -------------------- | ------ | --------------------- | ------------- | ----------- | ----------- |
| 1     | NC     | RX+                  | TX1+   | DSR(RI)               | DTR           | TXD0        | NC          |
| 2     | NC     | RX-                  | TX1-   | DCD                   | DCD           | TXD1        | NC          |
| 3     | TX+    | NC                   | RX2+   | DTR                   | RTS           | NC          | NC          |
| 4     | RX+    | TX-                  | bidi3+ | signal ground         | RXD           | RXD1        | (B)TX/RXD1  |
| 5     | RX-    | TX+                  | bidi3- | RXD                   | CTS           | RXD0        | (A)TX/RXD0  |
| 6     | TX-    | NC                   | RX2-   | TXD                   | TXD           | NC          | NC          |
| 7     | NC     | NC                   | bidi4+ | CTS                   | Power(RI)     | NC          | NC          |
| 8     | NC     | NC                   | bidi4- | RTS                   | GND           | GND         | GND         |
| 9     | GND    | GND                  | N/A    | N/A                   | GND           | N/A         | N/A         |

## ピン名前付け
RS485の差動信号線は2つのピンから構成されている。
- '+'はTxD+/RxD+と呼ばれており、ラインがアイドルのときはpositive (5V) である。
- '-'はTxD-/RxD-と呼ばれており、ラインがアイドルのときはnegative (0V) である。

2つのピンはしばしばAおよびBという文字がつけられるが、どちらがどちらか混同しやすい。
RS485信号仕様は、信号Aは反転、もしくは'-'ピンであり、信号Bは無反転、ないし'+'ピンと述べている。
Texas InstrumentsのRS422/485の通信アプリケーションハンドブックに（A=無反転、B=反転）と書かれているなど、多くの差動信号トランシーバ製造メーカーによって使われているA/Bの名前付けが逆になっている。これらのメーカーは正しくないが、実際には広く使われているため余計に混乱している。またすべてのNMEAデバイスでは、Aは'+'と等価でBは'-'と等価である。

## 波形例
RS-232のバイトデータを送信する間のRS-485の'+'と'-'ピンの電圧を以下のグラフで示す。